# ガトー (原子力潜水艦)
|           |                                   |
| 艦歴      |                                   |
| 発注:     | 1960年7月9日                      |
| 起工:     | 1961年12月15日                    |
| 進水:     | 1964年5月14日                     |
| 就役:     | 1968年1月25日                     |
| 退役:     | 1996年4月25日                     |
| 除籍:     | 1996年4月25日                     |
| その後:   | 原子力艦再利用プログラム          |
| 性能諸元  |                                   |
| 排水量:   | 水上：3,964トン、水中：4,242トン  |
| 全長:     | 292 ft (89 m)                     |
| 全幅:     | 32 ft (9.8 m)                     |
| 吃水:     | 28 ft (8.5 m)                     |
| 機関:     | S5W reactor                       |
| 最大速:   | 20+ ノット                        |
| 乗員:     | 士官12名、兵員115名               |
| 兵装:     | 21インチ魚雷発射管4基、サブロック |
| モットー: |                                   |

ガトー (USS Gato, SSN-615) は、アメリカ海軍の原子力潜水艦。パーミット級原子力潜水艦の13番艦。「ゴールキーパー Goal Keeper」あるいは「ブラック・キャット Black Cat」として知られる。艦名はメキシコ西海岸沿いの海域に生息するトラザメの一種に因んで命名された。第二次世界大戦の戦功で13個の従軍星章を、第4回から第8回までの哨戒での功績で殊勲部隊章を受章した同名の米軍艦（USS Gato）の2代目である。

## 艦歴
ガトーの建造は1960年7月9日にコネチカット州グロトンのジェネラル・ダイナミクス、エレクトリック・ボート社に発注され、1961年12月15日に起工した。1964年5月14日にローソン・P・ラメージ夫人によって命名、進水し、1968年1月25日に就役した。
1969年11月15日、ガトーはバレンツ海の約200フィートの水深でソ連海軍の原子力潜水艦K-19と衝突した。 
ガトーは1996年4月25日に退役し、同日除籍された。その後原子力艦再利用プログラムに基づき解体された。